# Губка Боб Квадратные Штаны (1 сезон)
Первый сезон «Губка Боб Квадратные Штаны» транслировался с 1 мая 1999 по 8 апреля 2000 года. Он состоит из 20 эпизодов. Пилотный эпизод «Требуется помощник» был создан в 1997 году, но показан спустя 2 года — 1 мая 1999. Это потому что Стивен Хилленберг решил исправить/добавить некоторые вещи. В России сезон транслировался с 1 января 2000 по 15 апреля 2001 года на русскоязычном телеканале «Nickelodeon».

## Производство

### Разработка
Стивен Хилленберг, создатель мультсериала, начал разрабатывать «Губку Боба» ещё будучи преподавателем морской биологии в Институте океанологии в городе Дана-Пойнт (штат Калифорния) — в этот момент для студентов он создал комикс под названием «The Intertidal Zone», в котором фигурировали различные антропоморфные морские формы жизни, многие из которых эволюционировали в персонажей «Губки Боба» — среди них губка по имени Боб, внешне похожий на настоящую морскую губку. В 1987 году, Хилленберг покинул институт, чтобы осуществить свою мечту стать аниматором и начал представлять себе возможную концепцию проекта, включающего антропоморфную морскую жизнь. В 1992 году Хилленберг окончил Калифорнийский институт искусств (курс Жюля Энджела). После его окончания на одном из анимационных фестивалей Стивен познакомился с Джо Мюррэем, создателем мультсериала «Новая жизнь Рокко», который предложил Хилленбергу работу в своём проекте после просмотра короткометражного фильма Стива «Wormholes».
После завершения производства «Новой жизни Рокко» в 1996 году Хилленберг начал разработку собственного мультсериала, объединившись с некоторыми работниками «Nickelodeon» и частью съёмочной группы «Новой жизни Рокко», среди которых Дерек Драймон, Алан Смарт, Тим Хилл, Ник Дженнингс, Даг Лоуренс, Шерм Коэн, Дэн Повенмайр и другие. Изначально Хилленберг планировал использовать имя «SpongeBoy» (с англ. — «Спанч Бой, Мальчик-Губка»), и мультсериал должен был называться «SpongeBoy Ahoy!». Однако после завершения озвучки для пилотной серии юридический отдел Nickelodeon обнаружил, что название «SpongeBoy» уже используется в качестве бренда швабр. При выборе заменяющего имени Хилленберг считал, что он должен использовать слово «губка», чтобы зрители не приняли персонажа за «сырного человека». Он остановился на имени «Губка Боб», а фамилией решил сделать «Квадратные Штаны», считая, что это было «хорошим кольцом для него».
После выхода пилотной серии «Требуется помощник» Хилленберг не был уверен, что мультсериал будет одобрен на полный сезон. Когда мультсериал был принят на производство, «Nickelodeon» заказал только шесть эпизодов (двенадцать 11-минутных серий). И Хилленберг, и сам канал имели низкие ожидания от проекта — Стивен считал, что съёмочная группа «сделает только двенадцать серий и проект будет завершён». Тем не менее, мультсериал получил положительные отзывы и сезон был продлён на четырнадцать дополнительных 11-минутных серий — с 13 серии (по производственному коду) «Кавалер».

### Сценарная работа
До начала производства мультсериала Хилленберг решил, что его проект будет опираться на раскадровку, а не на сценарий. Раскадровка была подходом, который требовал художников, которые могли бы взять скелетный набросок истории и конкретизировать его с помощью шуток, диалогов и структуры, которая «установила бы баланс между повествованием и прихотью». Хилленберг изначально хотел, чтобы над шоу работала команда из молодых людей. Изначально на должность главного сценариста хотели утвердить Тима Хилла, но тот отказался ввиду своего ухода в режиссуру. Вместо него на данную должность был утверждён Питер Бернс, который был родом из Чикаго и до прихода в команду никогда не встречался ни с одним из участников съёмочной группы «Губки Боба». Бёрнс в ходе собеседования разработал идею для серии, где Губка Боб рвёт свои штаны, которая понравилась команде.
В течение первого сезона сценаристы использовали большинство сюжетных идей, которые были из питч-библии Хилленберга, и у них были проблемы с тем, как генерировать новые идеи. В какой-то момент сценаристы даже отправились на пляж за вдохновением для возможного эпизода. После того, как Питер Бёрнс вернулся в Чикаго и ушёл с должности главного сценариста мультсериала, его должность заняла Мерриуизер Уильямс, которая работала в мультсериале «Крутые бобры». Хилленберг сказал ей, что «её обязанность — заставить сценаристов придумать новые идеи». Уильямс подарила Дереку Драймону, креативному режиссёру, книгу «Zen in the Art of Writing» Рэя Брэдбери, в которой содержался сборник эссе о процессе письма. Одним из способов вдохновения сюжетов в книге было «написать существительные, которые интересовали Брэдбери, на карточке для заметок и повесить их в своём кабинете». Уильямс взяла эту схему и превратила её в «письменное упражнение». На сценарных собраниях весь персонал перечислял 10 существительных на заметках и помещал их в шляпу — шляпа будет передаваться, и у сценариста будет ограниченное время, чтобы породить идею, основанную на существительном, которое он написал.

### Анимация
Раскадровка делалась на студии «Nickelodeon Animation Studio» (Бербанк, штат Калифорния), а анимация — за границей, в студии «Rough Draft Studios» в Южной Корее. На протяжении всего первого сезона применялась традиционная рисованная анимация. Пол Тиббит в 2009 году отметил: «Первый сезон „Губки Боба“ был сделан старомодным способом, и каждая часть на плёнке должна была быть частично окрашена, оставлена сушиться, окрашена в какие-то другие цвета. Сейчас это всё ещё трудоёмкий аспект процесса, но в цифровом способе не так много времени, чтобы что-то исправить». Раскадровку первого сезона делали: Стивен Хилленберг, Дерек Драймон, Пол Тиббит, Джей Лендер, Марк О’Хэр, Эннио Торресан, Эрик Визе, Стив Фонти, Крис Митчелл, Шерм Коэн, Аарон Спрингер, Чак Клейн и Винсент Уоллер.
Первый сезон ознаменовался введением «небесных цветов» в качестве основного фона. Этот элемент был введён в пилотной серии и с тех пор стал общей чертой всего мультсериала. Кенни Питтенгер, фоновый дизайнер, сказал, что «в некотором смысле они функционируют как облака, но поскольку шоу происходит под водой, они на самом деле не облака». Поскольку шоу было под влиянием тики, фоновые художники должны использовать множество узоров. Питтенгер сказал: «Небесные цветы — это необычный элемент дизайна, который Стив придумал, чтобы вызвать образ гавайской рубашки с цветочным принтом или что-то в этом роде».

## Серии
| № общий | № в сезоне | Название                                                             | Художник                     | Автор сценария                                                         | Дата премьеры в США Nickelodeon      | Дата премьеры в России Nickelodeon Россия | Произв. код |
| --- | ---------- | -------------------------------------------------------------------- | ---------------------------- | ---------------------------------------------------------------------- | ------------------------------------ | ----------------------------------------- | ----------- |
| 1a | 1a         | «Требуется помощник» «Help Wanted»                                   | Алан Смарт                   | Стивен Хилленберг, Дерек Драймон и Тим Хилл                            | 1 мая 1999 24 июля 1999 (официально) | 1 января 2000                             | 2515-127    |
| Губка Боб упорно пытается получить работу в местной закусочной «Красти Краб», несмотря на испытание, заключавшееся в поиске редкой лопатки. В то время как Губка Боб находит её в местном магазине, работники «Красти Краба» мистер Крабс и Сквидвард должны бороться с толпой голодных анчоусов и не могут справиться без повара. Внезапно, на гидравлической лопатке прилетает Губка Боб и так быстро делает крабсбургеры для анчоусов, что мистер Крабс восхищается его работой и нанимает его в «Красти Краб» поваром. |            |                                                                      |                              |                                                                        |                                      |                                           |             |
| 1b | 1b         | «Подводный пылесос» «Reef Blower»                                    | Фред Миллер и Том Ясуми      | Стивен Хилленберг, Дерек Драймон и Тим Хилл                            | 1 мая 1999 24 июля 1999 (официально) | 1 января 2000                             | 2515-126    |
| Когда Сквидвард бросает ракушку во двор к Губке Бобу, тот воспринимает это как прекрасную возможность проверить свой новый мощный рифодуй. |            |                                                                      |                              |                                                                        |                                      |                                           |             |
| 1c | 1c         | «Чаепитие под куполом» «Tea at the Treedome»                         | Эдгар Ларразабал и Том Ясуми | Питер Бернс, Даг Лоуренс и Пол Тиббит                                  | 1 мая 1999 24 июля 1999 (официально) | 1 января 2000                             | 2515-101    |
| После знакомства с Сэнди Чикс Губка Боб пошёл к ней в гости в её куполообразный дом. Дом оказался заполнен воздухом. После того, как Губка Боб понял, что ему нужна вода, он попытался скрыть этот факт от Сэнди. |            |                                                                      |                              |                                                                        |                                      |                                           |             |
| 2a | 2a         | «Мыльные пузыри» «Bubblestand»                                       | Том Ясуми                    | Эннио Торресан, Эрик Визе, Стивен Хилленберг, Дерек Драймон и Тим Хилл | 17 июля 1999                         | 2 января 2000                             | 2515-105    |
| Губка Боб хочет научить Патрика и Сквидварда искусству выдувать мыльные пузыри. И всего за 25 центов за урок он будет доказывать, что для того, чтобы выдуть идеальный пузырь, нужно научиться технике. |            |                                                                      |                              |                                                                        |                                      |                                           |             |
| 2b | 2b         | «Порванные штаны» «Ripped Pants»                                     | Эдгар Ларразабал             | Пол Тиббит и Питер Бернс                                               | 17 июля 1999                         | 2 января 2000                             | 2515-106    |
| Губка Боб и Сэнди знакомятся с лобстером Ларри, который предлагает им устроить состязания по тяжёлой атлетике. Губка Боб пытается впечатлить Сэнди, но случайно его штаны рвутся. Он смущается, но толпа воспринимает это как шутку. Однако вскоре всем это надоедает. |            |                                                                      |                              |                                                                        |                                      |                                           |             |
| 3a | 3a         | «Ловля медуз» «Jellyfishing»                                         | Алан Смарт                   | Стив Фонти, Крис Митчелл, Питер Бернс и Тим Хилл                       | 31 июля 1999                         | 8 января 2000                             | 2515-103    |
| Когда Губка Боб и Патрик обнаруживают, что Сквидвард пострадал после аварии, они берут его на ловлю медуз и уверенно пытаются сделать его первый день возвращения из госпиталя его «лучшим днём в жизни», но как и всегда у них выходит всё наоборот. |            |                                                                      |                              |                                                                        |                                      |                                           |             |
| 3b | 3b         | «Планктон!» «Plankton!»                                              | Эдгар Ларразабал             | Эннио Торресан, Эрик Визе и Даг Лоуренс                                | 31 июля 1999                         | 8 января 2000                             | 2515-114    |
| Шелдон Джей Планктон пытается украсть секретную формулу крабсбургера, но мистер Крабс, как обычно, его побеждает. Тогда Планктон решает войти в доверие к Губке Бобу, чтобы выманить у него рецепт, но тот не поддаётся. Остаётся последняя надежда — управление разумом Губки Боба. |            |                                                                      |                              |                                                                        |                                      |                                           |             |
| 4a | 4a         | «Капризные соседи» «Naughty Nautical Neighbors»                      | Фред Миллер                  | Шерм Коэн, Аарон Спрингер и Даг Лоуренс                                | 7 августа 1999                       | 9 января 2000                             | 2515-116    |
| Губка Боб и Патрик весело проводят время, шепча слова в пузыри и отправляя их друг другу. Сквидварда это раздражает и он начинает делать собственные пузыри, содержащие оскорбительные сообщения, в результате чего Губка Боб с Патриком поссорились. После ссоры Губка Боб и Патрик пытаются дружить со Сквидвардом, которому это совсем не нравится, и Сквидвард пытается их помирить. |            |                                                                      |                              |                                                                        |                                      |                                           |             |
| 4b | 4b         | «Школа управления катерами» «Boating School»                         | Том Ясуми                    | Эннио Торресан, Эрик Визе и Даг Лоуренс                                | 7 августа 1999                       | 9 января 2000                             | 2515-104    |
| Губка Боб должен сдать экзамен по вождению, но проваливает его из-за своей чрезмерной эмоциональности, когда дело доходит до практической части. Патрик решается помочь Губке Бобу, вставив ему в голову рацию и подсказывая ответы. |            |                                                                      |                              |                                                                        |                                      |                                           |             |
| 5a | 5a         | «Доставка пиццы» «Pizza Delivery»                                    | Шон Демпси                   | Шерм Коэн, Аарон Спрингер и Питер Бернс                                | 14 августа 1999                      | 15 января 2000                            | 2515-107    |
| Клиент заказал в «Красти Крабе» пиццу, и Губка Боб со Сквидвардом должны доставить её заказчику. Сквидвард попросил Губку Боба сдать назад, но Губка Боб не умеет водить катерами, и они сбиваются с пути и теряются. Губка Боб предлагает ехать на скале, но вот Сквидвард не очень хочет это делать. |            |                                                                      |                              |                                                                        |                                      |                                           |             |
| 5b | 5b         | «Дом, милый ананас» «Home Sweet Pineapple»                           | Том Ясуми                    | Эннио Торресан, Эрик Визе и Даг Лоуренс                                | 14 августа 1999                      | 15 января 2000                            | 2515-124    |
| Нематоды пришли в город и съели дом Губки Боба. Сквидвард рад этому. Губка Боб неохотно решает вернуться жить к родителям, но расстроенный Патрик пытается уберечь его от переезда. |            |                                                                      |                              |                                                                        |                                      |                                           |             |
| 6a | 6a         | «Морской Супермен и Очкарик» «Mermaid Man and Barnacle Boy»          | Шон Демпси                   | Пол Тиббит, Марк О’Хэр и Даг Лоуренс                                   | 21 августа 1999                      | 16 января 2000                            | 2515-119    |
| Губка Боб и Патрик узнают от Сквидварда, что Морской Супермен и Очкарик на пенсии и теперь живут в доме престарелых. Губка Боб и патрик направляются туда. Губка Боб собирается переубедить их и заставить снова бороться с преступностью. Это станет самым сложным испытанием в жизни супергероев. |            |                                                                      |                              |                                                                        |                                      |                                           |             |
| 6b | 6b         | «Пикули» «Pickles»                                                   | Том Ясуми                    | Стив Фонти, Крис Митчелл и Питер Бернс                                 | 21 августа 1999                      | 16 января 2000                            | 2515-111    |
| Придира по имени Баббл Басс приходит в «Красти Краб» и заказывает крабсбургер. Съев его, он говорит всем, что Губка Боб забыл положить маринованные огурцы. Услышав это, Губка Боб теряет рассудок и забывает процесс приготовления крабсбургера, который вслед за процессом готовки пошла потеря всех его действий по дому и за его пределами. |            |                                                                      |                              |                                                                        |                                      |                                           |             |
| 7a | 7a         | «Дежурный по школе» «Hall Monitor»                                   | Эдгар Ларразабал             | Чак Клейн, Джей Лендер и Даг Лоуренс                                   | 28 августа 1999                      | 22 января 2000                            | 2515-108    |
| Губка Боб становится дежурным по школе управления катерами, что приводит миссис Пафф в ужас. Он провёл целый день, выступая со своей речью, и поэтому миссис Пафф разрешает ему на день оставить форму дежурного у себя. После уроков Губка Боб продолжает думать, что он — дежурный, и пытается помочь жителям Бикини-Боттома, что, как обычно, приводит к хаосу. После этого его начинает разыскивать полиция как «опасного маньяка».                                                                                    |            |                                                                      |                              |                                                                        |                                      |                                           |             |
| 7b | 7b         | «Вечеринка медуз» «Jellyfish Jam»                                    | Фред Миллер                  | Эннио Торресан, Эрик Визе и Питер Бернс                                | 28 августа 1999                      | 22 января 2000                            | 2515-118    |
| Губка Боб приносит домой дикую медузу и устраивает с ней большую вечеринку. Но вскоре он понимает, что «от диких животных можно ожидать любой дикости». |            |                                                                      |                              |                                                                        |                                      |                                           |             |
| 8a | 8a         | «Ракета Сэнди» «Sandy’s Rocket»                                      | Том Ясуми                    | Шерм Коэн, Аарон Спрингер и Питер Бернс                                | 4 сентября 1999                      | 23 января 2000                            | 2515-110    |
| Сэнди и Губка Боб собирались лететь на Луну, но ночью Губка Боб с Патриком пробрались в ракету и нечаянно её запустили. К счастью, ракета вернулась на Землю, но Боб и Патрик этого не поняли и начали захватывать невинных жителей Бикини-Боттома, думая, что они инопланетяне. |            |                                                                      |                              |                                                                        |                                      |                                           |             |
| 8b | 8b         | «Скрипучие сапоги» «Squeaky Boots»                                   | Фред Миллер                  | Стив Фонти, Крис Митчелл и Питер Бернс                                 | 4 сентября 1999                      | 23 января 2000                            | 2515-102    |
| Мистер Крабс продаёт Губке Бобу пару ненужных ему скрипучих сапог — и радостный повар начинает развлекаться с ними, издавая ужасный скрип. Этот скрип сводит Крабса с ума, и он ищет способ избавиться от этих сапог. |            |                                                                      |                              |                                                                        |                                      |                                           |             |
| 9a | 9a         | «Без штанов» «Nature Pants»                                          | Шон Демпси                   | Пол Тиббит, Марк О’Хэр и Питер Бернс                                   | 11 сентября 1999                     | 29 января 2000                            | 2515-120    |
| Губка Боб решает переехать на Медузьи Поля и жить с медузами, так как ему надоела цивилизация. Но медузы оказываются не очень гостеприимными. |            |                                                                      |                              |                                                                        |                                      |                                           |             |
| 9b | 9b         | «День наоборот» «Opposite Day»                                       | Том Ясуми                    | Чак Клейн, Джей Лендер и Даг Лоуренс                                   | 11 сентября 1999                     | 29 января 2000                            | 2515-112    |
| Желая успешно продать свой дом, Сквидвард рассказывает Бобу о «Дне наоборот», когда все ведут себя не так, как привыкли. |            |                                                                      |                              |                                                                        |                                      |                                           |             |
| 10a | 10a        | «Культурный шок» «Culture Shock»                                     | Эдгар Ларразабал             | Пол Тиббит, Марк О’Хэр и Даг Лоуренс                                   | 18 сентября 1999                     | 30 января 2000                            | 2515-122    |
| В «Красти Крабе» дела обстоят хуже некуда. Даже бесплатные овощи не привлекают клиентов. И чтобы привлечь клиентов, в «Красти Крабе» проходит шоу талантов, которое организовал Сквидвард. |            |                                                                      |                              |                                                                        |                                      |                                           |             |
| 10b | 10b        | «Веселье» «F.U.N.»                                                   | Фред Миллер                  | Шерм Коэн, Аарон Спрингер и Питер Бернс                                | 18 сентября 1999                     | 30 января 2000                            | 2515-121    |
| Губка Боб убеждён, что причина злодейств Планктона заключается в его одиночестве, и поэтому пытается подружиться с ним. |            |                                                                      |                              |                                                                        |                                      |                                           |             |
| 11a | 11a        | «Мускул Боб Могучие Штаны» «MuscleBob BuffPants»                     | Эдгар Ларразабал             | Эннио Торресан, Эрик Визе и Даг Лоуренс                                | 25 сентября 1999                     | 17 марта 2001                             | 2515-123    |
| После тяжёлых тренировок Губка Боб заказывает поддельные мускулистые руки, чтобы казаться сильным, и начинает ими перед всеми хвастаться. Проблема возникает после того, как Сэнди записывает его на соревнования по метанию якоря. |            |                                                                      |                              |                                                                        |                                      |                                           |             |
| 11b | 11b        | «Сквидвард — недружелюбный призрак» «Squidward the Unfriendly Ghost» | Фред Миллер                  | Шерм Коэн, Аарон Спрингер и Питер Бернс                                | 25 сентября 1999                     | 17 марта 2001                             | 2515-115    |
| Губка Боб и Патрик думают, что убили Сквидварда, случайно попав ракушкой в его восковую фигуру. Когда появляется настоящий Сквидвард, напудренный и в белом халате, Губка Боб с Патриком думают, что это его призрак. Тот решил подыграть им и, пользуясь тем, что они боятся, заставил их прислуживать ему. |            |                                                                      |                              |                                                                        |                                      |                                           |             |
| 12a | 12a        | «Кавалер» «The Chaperone»                                            | Шон Демпси                   | Шерм Коэн, Аарон Спрингер и Питер Бернс                                | 2 октября 1999                       | 18 марта 2001                             | 2515-113    |
| Парень Перл бросил её накануне школьного бала, и ей приходится идти на бал с Губкой Бобом, который как обычно делает всё наперекосяк. |            |                                                                      |                              |                                                                        |                                      |                                           |             |
| 12b | 12b        | «Лучший служащий месяца» «Employee of the Month»                     | Шон Демпси                   | Пол Тиббит и Даг Лоуренс                                               | 2 октября 1999                       | 18 марта 2001                             | 2515-125    |
| Сквидвард пытается доказать Губке Бобу, что награда лучшего работника месяца — это чушь, для этого он сам хочет получить звание. |            |                                                                      |                              |                                                                        |                                      |                                           |             |
| 13a | 13a        | «Трусливые штаны» «Scaredy Pants»                                    | Шон Демпси                   | Пол Тиббит и Питер Бернс                                               | 28 октября 1999                      | 24 марта 2001                             | 2515-109    |
| Губка Боб всего пугается на Хэллоуин. Поборов страх, он сам решает кого-нибудь напугать. Но как? Ведь он совсем не страшный, даже для Летучего Голландца, который решил проучить каждого, кто его выставит на плохом свете! |            |                                                                      |                              |                                                                        |                                      |                                           |             |
| 13b | 13b        | «Я был подростком Гэри» «I Was a Teenage Gary»                       | Эдгар Ларразабал             | Стив Фонти, Крис Митчелл и Даг Лоуренс                                 | 28 октября 1999                      | 24 марта 2001                             | 2515-117    |
| Губка Боб просит Сквидварда присмотреть за Гэри, пока он будет на съезде любителей охоты на медуз. Однако Сквидвард совершенно забывает о нём. |            |                                                                      |                              |                                                                        |                                      |                                           |             |
| 14a | 14a        | «СБ-129» «SB-129»                                                    | Том Ясуми                    | Аарон Спрингер, Эрик Визе и Даг Лоуренс                                | 31 декабря 1999                      | 25 марта 2001                             | 2515-129    |
| Сквидвард, убегая от Губки Боба и Патрика, которые хотели его взять на охоту на медуз, прибежал в «Красти Краб» в поисках покоя и спрятался в холодильнике, но там он оказался заморожен. Через 2000 лет он оттаивает и пытается на машине времени вернуться назад, в свою эпоху. |            |                                                                      |                              |                                                                        |                                      |                                           |             |
| 14b | 14b        | «Любители каратэ» «Karate Choppers»                                  | Том Ясуми                    | Аарон Спрингер, Эрик Визе и Мерриуизер Уильямс                         | 31 декабря 1999                      | 25 марта 2001                             | 2515-135    |
| Губка Боб настолько пристрастился к каратэ, что это мешает его работе. Они с Сэнди начинают показывать разные приёмчики в самых неожиданных местах, что приводит к очень негативным последствиям. Мистер Крабс даже хочет уволить Губку Боба… |            |                                                                      |                              |                                                                        |                                      |                                           |             |
| 15a | 15a        | «Время снов» «Sleepy Time»                                           | Эдгар Ларразабал             | Пол Тиббит, Эннио Торресан и Даг Лоуренс                               | 17 января 2000                       | 31 марта 2001                             | 2515-141    |
| Пока Губка Боб спит, его сознание путешествует по снам его друзей, которым это не очень нравится. |            |                                                                      |                              |                                                                        |                                      |                                           |             |
| 15b | 15b        | «Пенная болезнь» «Suds»                                              | Эдгар Ларразабал             | Пол Тиббит, Эннио Торресан и Даг Лоуренс                               | 17 января 2000                       | 31 марта 2001                             | 2515-132    |
| Губка Боб заболевает пенной болезнью. Он рассказывает о проблеме Патрику, и тот, предостерегая его не идти к доктору, решает сам стать доктором Губки Боба. Тем временем Сэнди к большому страху Патрика пытается сводить Губку Боба к настоящему доктору. |            |                                                                      |                              |                                                                        |                                      |                                           |             |
| 16a | 16a        | «День святого Валентина» «Valentine’s Day»                           | Фред Миллер                  | Чак Клейн, Джей Лендер и Мерриуизер Уильямс                            | 14 февраля 2000                      | 1 апреля 2001                             | 2515-128    |
| Губка Боб с Сэнди готовят Патрику сюрприз на день Святого Валентина, но их планы идут не так, как нужно. |            |                                                                      |                              |                                                                        |                                      |                                           |             |
| 16b | 16b        | «Бумажка» «The Paper»                                                | Фред Миллер                  | Чак Клейн, Джей Лендер и Даг Лоуренс                                   | 14 февраля 2000                      | 1 апреля 2001                             | 2515-134    |
| Для Сквидварда это ничего не стоящая бумажка. Но в правильных руках это сокровищница развлечений. |            |                                                                      |                              |                                                                        |                                      |                                           |             |
| 17a | 17a        | «Карамба!» «Arrgh!»                                                  | Шон Демпси                   | Шерм Коэн, Винсент Уоллер и Мерриуизер Уильямс                         | 15 марта 2000                        | 7 апреля 2001                             | 2515-130    |
| Губка Боб, Патрик и мистер Крабс начинают играть в настольную игру. Мистеру Крабсу она очень понравилась, и он решает начать поиски настоящих сокровищ, приклеив к бумаге настольную игру. |            |                                                                      |                              |                                                                        |                                      |                                           |             |
| 17b | 17b        | «Каменная бездна» «Rock Bottom»                                      | Том Ясуми                    | Пол Тиббит, Эннио Торресан и Дэвид Файн                                | 15 марта 2000                        | 7 апреля 2001                             | 2515-138    |
| Губка Боб и Патрик садятся не на тот автобус и попадают в таинственный город под названием Каменная Бездна. Губка Боб пытается разузнать, когда будет следующий автобус, но в это время автобус приезжает и забирает Патрика, а вот Боб не успевает на него и вынужден ждать следующего… |            |                                                                      |                              |                                                                        |                                      |                                           |             |
| 18a | 18a        | «Техас» «Texas»                                                      | Шон Демпси                   | Шерм Коэн, Винсент Уоллер и Дэвид Файн                                 | 22 марта 2000                        | 8 апреля 2001                             | 2515-139    |
| Сэнди тоскует по своей родине, штату Техас, и собирается уехать из Бикини-Боттома, к страху Губки Боба и Патрика. Но Губка Боб решительно пытается её ободрить, принося кусочек Техаса в Бикини-Боттом. |            |                                                                      |                              |                                                                        |                                      |                                           |             |
| 18b | 18b        | «Мелкий бес» «Walking Small»                                         | Шон Демпси                   | Аарон Спрингер, Эрик Визе и Даг Лоуренс                                | 22 марта 2000                        | 8 апреля 2001                             | 2515-133    |
| Планктон хочет построить ещё одно «Помойное Ведро» и с помощью Губки Боба пытается выгнать всех с пляжа. |            |                                                                      |                              |                                                                        |                                      |                                           |             |
| 19a | 19a        | «Апрельские розыгрыши» «Fools in April»                              | Фред Миллер                  | Аарон Спрингер, Эрик Визе и Мерриуизер Уильямс                         | 1 апреля 2000                        | 14 апреля 2001                            | 2515-140    |
| Губка Боб разыгрывает всех на 1 апреля. Единственный, кого это раздражает, — Сквидвард. И он решает подшутить над самим Губкой Бобом. Однако шутка оборачивается совсем не так, как он ожидал. |            |                                                                      |                              |                                                                        |                                      |                                           |             |
| 19b | 19b        | «Лопатка Нептуна» «Neptune’s Spatula»                                | Фред Миллер                  | Чак Клейн, Джей Лендер и Дэвид Б. Файн                                 | 1 апреля 2000                        | 14 апреля 2001                            | 2515-137    |
| В Морском Кулинарном музее Губка Боб вытаскивает легендарную лопатку из закаменевшего маргарина. Легенда гласит, что вытащивший лопатку будет шеф-поваром Нептуна. Но появившийся Нептун не поверил, что Губка Боб может быть замечательным поваром, и устраивает Бобу поединок. |            |                                                                      |                              |                                                                        |                                      |                                           |             |
| 20a | 20a        | «Крючки» «Hooky»                                                     | Эдгар Ларразабал             | Шерм Коэн, Винсент Уоллер и Мерриуизер Уильямс                         | 8 апреля 2000                        | 15 апреля 2001                            | 2515-136    |
| В «Красти Краб» приходит Патрик и говорит, что в городе открылась ярмарка. Эта «ярмарка» на самом деле оказывается множеством рыболовных крючков, чтобы выловить всех жителей подводного мира, включая их самих. |            |                                                                      |                              |                                                                        |                                      |                                           |             |
| 20b | 20b        | «Морской Супермен и Очкарик 2» «Mermaid Man and Barnacle Boy II»     | Том Ясуми                    | Чак Клейн, Джей Лендер и Даг Лоуренс                                   | 8 апреля 2000                        | 15 апреля 2001                            | 2515-131    |
| Губка Боб выигрывает сигнальную раковину, которая может призвать Морского Супермена и Очкарика в экстренном случае. Однако понятие Губки Боба об «экстренном случае» сильно отличается от понятия супергероев, и он то и дело по пустякам вызывает их. И это начинает немного им надоедать. |            |                                                                      |                              |                                                                        |                                      |                                           |             |